# 推新人的故事
《推新人的故事》，1999年中国大陆剧情剧。由王小列導演，刘建、秦岚、任斯璐主演。共20集，講述三個電影演員的故事，於1999年9月18日播出。

## 演員
| 演员   | 角色   |
| 刘建   | 翁东子 |
| 秦岚   | 翁小雨 |
| 任斯璐 | 翁小薇 |